# نسيج عصبي
النسيج العصبي هو أحد أنواع الأنسجة في المخلوقات المتعددة الخلية، ينشأ من الأديم الظاهر، ويتكون من خلايا عصبية وخلايا أخرى تسمى الخلايا المساندة أو الساندة لدورها في التدعيم.
النسيج العصبي هو المكون الأساسي في الأعصاب، ويوجد في النخاع الشوكي، والدماغ، ويقوم بنقل النبضات العصبية من وإلى مختلف أنحاء الجسم، إما كإشارة للإحساس (من الجسم إلى الدماغ)، كإشارة للفعل (من الدماغ إلى الجسم)، أو للتفكير (ما بين خلايا الدماغ). يتكون الجهاز العصبي كليّاً من انسجة عصبية.

## التركيب
يتألف النسيج العصبي من العصبونات وخلايا تدعمها خلايا الدبق، والعصبون له ثلاثة أجزاء وأيضا هنالك خلايا الدبق ولها ثلاثة أقسام.

### العصبون
هو الوحدة التركيبة الأولى للجهاز العصبي يتألف من جسم الخلية العصبية ـ الغصينات ـ المحور الأسطواني. يحيط بهذه الخلية غشاء رقيق ولها نواة مركزية دائرية الشكل، محاطة بغشاء سميك ولها نوية واضحة والسيتوبلازم فيها يحوي على معظم مكونات الخلية العادية وفي الغالب يحيط جهاز غولجي بالنواة بينما تكون الماتيوكوندريا متناثرة في جسم الخلية والتغصنات ويمتلك العصبون ثلاثة أجزاء هي:

### الزوائد الشجرية
الزوائد الشجرية (Denderite) عبارة عن زوائد تخرج من جسم الخلية وتتفرع إلى أعضاء أخرى، تستلم التنبيهات التي ترد إليها من المحاور الأسطوانية للعصبونات الأخرى وتنقلها إلى جسم الخلية العائدة لها.

### المحور الأسطواني
المحور العصبي عبارة عن استطالة مستقيمة، يكون بسمك واحد تقريباً من بدايته حتى نهايته كما يكون محاطاً بغلاف مصنوع من خلايا دبقية.
المادة الرمادية: هي المكان الذي تتموضع فيه الخلايا العصبية والأجزاء الأولى من محاورها ويقع في الجملة العصبية المركزية.
المادة البيضاء: تشكل هذه المادة الجزء الأكبر من بناء المخيخ وهي تحيط بالمادة الرمادية، تحيط بها مادة رمادية رقيقة تسمى «القشر».
الألياف العصبية: وهي محاور أسطوانية تكون مغطاة بمادة النخاعين أو «الميالين» أو بخلايا شوان وقد تكون غير محاطة بشيء
التشابك العصبي: الكيفية التي يتم من خلالها اتصال الخلايا العصبية مع بعضها البعض.
العقد العصبية: تتألف هذه العقد من خلايا عصبية وألياف عصبية يحيط بها نسيج ضام.
النهايات العصبية: تتألف من تراكيب عصبية تنتشر في بعض مناطق الجسم وقد تكون حسية أو حركية.

### جسم الخلية
(Cell body): ويحتوي نواة الخلية
ب- خلايا الدبق (Neuroglia cells) وتنقسم إلى:
1- خلايا الدبق الكبيرة.
2- خلايا الدبق الصغيرة.
3- الخلايا قليلة التغصنات.